# 親親小妹
《親親小妹》（英語：Molly）是1999年由John Duigan所導演的喜劇戲劇電影，故事關於一位自閉症女孩與負責照顧她的哥哥。本片由伊莉莎白·蘇(Elisabeth Shue)、亞倫·艾克哈特(Aaron Eckhart)與吉兒·漢妮斯(Jill Hennessy)主演。

## 劇情
茉莉是一名自閉症患者，自小父母車禍過世後就長期生活在一處療育機構，後來由於機構預算刪減而關閉，照顧茉莉的責任便落到了她的哥哥巴克身上。巴克是一名任職於廣告公司的黃金單身漢，自從茉莉進入了他的生活後，便讓他的生活陷入混亂，甚至引發事業危機。於是一名神經內科醫生建議為茉莉進行一項侵入性實驗，試圖在茉莉的腦中植入一種基因轉殖細胞，巴克起初拒絕最後仍然接受了醫生的提議，而茉莉竟神奇地慢慢康復了，終於能和他人正常互動、溝通。巴克開始能跟茉莉討論時事、分享生活，兄妹的感情也不斷加深。然而好景不長，幾個月後，茉莉的大腦開始排斥被植入的細胞，並且退化到實驗前的狀態，這樣的結果對兄妹兩人造成了嚴重打擊與失落。最後巴克接受了無情的事實，發誓永遠守候照顧茉莉，並且為了她在家中改造了一個與療育機構相同的房間。
本片可被視為一部科幻片，而劇情也與丹尼爾·凱斯所著的科幻小說《獻給阿爾吉儂的花束》有雷同之處。